# Las herederas
Las herederas és una pel·lícula paraguaiana de drama dirigida per Marcelo Martinessi, guanyadora de dos premis Os de Plata, a més de tres reconeixements de jurats independents, al 68è Festival Internacional de Cinema de Berlín, on es va estrenar (però no en el seu propi país d'origen, Paraguai) el 16 de febrer de 2018. La seva estrena llatinoamericana va ser l'1 de març de 2018, en el 58è Festival Internacional de Cinema de Cartagena de Indias (FICCI), a Colòmbia, on va obtenir dues distincions. La seva estrena a Paraguai va ser el 5 d'abril de 2018.
La cinta va ser triada per a representar a Paraguai en la 91a edició dels Premis Óscar en la categoria Millor pel·lícula de parla no anglesa.

## Argument
Chela (Ana Brun) i Chiquita (Margarita Irún),totes dues descendents de famílies benestants a Asunción, han estat juntes per més de 30 anys. Recentment, la seva situació financera ha empitjorat i comencen a vendre les seves possessions heretades. Però quan els seus deutes porten al fet que Chiquita sigui empresonada per càrrecs de frau, Chela es veu obligada a enfrontar una nova realitat. Conduint per primera vegada en anys, comença a proporcionar un servei de taxi local a un grup d'ancianes riques.
Quan Chela s'instal·la en la seva nova vida, es troba amb Angy (Ana Ivanova), molt més jove, forjant una nova i vigoritzant connexió. Chela finalment comença a sortir de la seva closca i comprometre's amb el món, embarcant-se en la seva pròpia revolució personal i íntima.

## Repartiment
- Ana Brun com Chela.
- Margarita Irún com Chiquita.
- Ana Ivanova com Angy.
- María Martins com Pituca.
- Alicia Guerra com Carmela.
- Yverá Zayas com a cantant.
- Lucky FarVill com guardia 1.

## Producció
El primer llargmetratge de Martinessi compta amb coproducció de Pandora Films (Alemanya), Mutante Cine (Uruguai), Esquina Filmes (Brasil), Norksfilm (Noruega), La Fábrica Nocturna (França), i La Babosa Cine (Paraguai).
L'equip tècnic compta amb: Luis Armando Arteaga (direcció de fotografia), Fernando Epstein (edició), Fernando Henna (disseny de so), Rafael Álvarez (so), Carlo Spatuzza (disseny d'art), Tania Simbrón (vestuari), Luciana Díaz, Virginia Silva (maquillatge), Flavia Vilela (assistència de direcció). Són coproductors: Agustina Chiarino Voulminot, Fernando Epstein, Christoph Friedel, Claudia Steffen, Julia Murat, Hilde Berg, Marina Perales, Xavier Rocher.
Variety va reportar que, durant la Berlinale, la pel·lícula va ser adquirida a Itàlia (Lucky Red), França (Rouge International), Regne Unit (Thunderbird Releasing), Espanya (Bteam), Grècia (Weird Wave), Suïssa (Cineworx), Xina (Time Vision), regions de Benelux (Contact) i Escandinàvia (Edge). va confirmar també la distribució als Estats Units, després d'un acord amb les empreses Distrib Films US i 102 Distribution.

## Recepció

### Comercial
La pel·lícula va ser vista fins aleshores per 14.400 espectadors.

## Festivals
- L'estrena mundial de la pel·lícula va ser el divendres 16 de febrer de 2018, en el marc de la Competència del 68è Festival Internacional de Cinema de Berlín, Alemanya, amb una funció matinal per a premsa, i una gala en el Berlinale Palast, amb presència del director, les actrius protagonistes, els productors i part de l'equip tècnic. Va tenir altres tres projeccions, el dissabte 17, incloent una per al programa de Talents; i la cinquena i última va ser el diumenge 25.[10]
- La seva estrena a Llatinoamèrica va ser l'1 de març, a través de la Competència Oficial Ficció del 58è Festival Internacional de Cinema de Cartagena, a Colòmbia, amb la presència del director, l'actriu Ana Ivanova i el productor paraguaià. Els dies 2, 3 i 4 van ser les altres exhibicions.[11]
- En el 23è Festival Internacional de Cinema de Vílnius, Lituània, va integrar la secció "Descobriments", que va tenir lloc del 15 al 29 de març.[12]
- Els dies 7, 14 i 16 d'abril es va projectar en el 37è Festival d'Istanbul, Turquia; i el seu director Marcelo Martinessi integra el jurat de la Competència Internacional.[13]
- 40è Festival Internacional de Cinema de Moscou, del 19 al 26 d'abril. Segon festival classe A de l'any 2018, segons FIAPF.[14] Secció "Missing Pictures" (fora de competició), dues projeccions als dies 21 i 22 d'abril, a Multiplex Cinema October de Moscou.[15]
- Al maig celebra la seva estrena en continent asiàtic, amb el 19è Festival Internacional de Jeonju, Corea del Sud, com a part de la Competència Internacional.[16]
- Freibourg Lesbian Film Festival (Alemanya), del 9 al 13 de maig.
- Seattle Intl. Film Festival (els Estats Units), del 17 de maig al 10 de juny.
- Puerto Rico Queer Film Festival (Puerto Rico), del 17 al 23 de maig.
- Els dies 26 i 30 de maig es va projectar en el 17è Transsilvània International Film Festival (Romania), amb presència del director.[17]
- Molodist Kíev Intl. Film Festival (Ucraïna), del 27 de maig al 3 de juny.
- Seul Women Intl. Film Festival (Corea del Sud), de 31 de maig al 7 de juny.
- Festival Llatinoamericà de Cinema de Quito - Flacq Quito (Equador), del 5 al 10 de juny.
- Sydney Film Festival (Austràlia), del 6 al 17 de juny.
- Festival Mediterraneanskog (Croàcia), del 7 al 10 de juny.
- Journées Romantiques de Cabourg (França), del 13 al 17 de juny.
- Frameline San Francisco (Estats Units), del 14 al 24 de juny.
- Edinburgh Film Festival (Regne Unit), del 20 de juny a l'1 de juliol.
- Cicle Rosa de Bogotà (Colòmbia), del 28 de juliol al 10 de juliol.
- Festival Intl. Du Film de la Rochelle (França), del 29 de juny al 8 de juliol.
- Festival de Cinema Lesbigaytrans (Paraguai), del 9 al 14 de juliol.
- Galway Film Flead (Irlanda), del 10 al 15 de juliol.
- Tiff Chisinau (Romania), del 12 al 15 de juliol.
- Maine Intl. Film Festival (Estats Units), del 13 al 22 de juliol.
- New Zealand Intl. Film Festival (Nova Zelanda), del 19 de juliol al 20 d'agost.
- Qfest Houston (els Estats Units), del 26 al 30 de juliol.
- New Horizons Film Festival (Polònia), del 26 de juliol al 5 d'agost.
- Guanajuato Intl. Film Festival (Mèxic), del 20 al 29 de juliol.
- Film Club Preview Winchester (Estats Units), 1 d'agost.
- Gaze Lgbt Film Festival (Irlanda), del 2 al 6 d'agost.
- Festival de Cinema de Lima (Perú), del 3 a l'11 d'agost.
- Piriápolis de Pel·lícula (Uruguai), del 10 al 12 d'agost
- Festival de Cinema de Gramado (Brasil), del 17 al 25 d'agost.
- Sanfic Santiago Fest. Intl. Cinema (Xile), del 19 a 29 d'agost.
- World Cinema Amsterdam (Holanda), del 16 al 25 d'agost.
- Travelling Film Festival (Austràlia), del 24 al 26 d'agost.
- Orenburg ‘East&West’ (Rússia), del 24 al 30 d'agost.
- Festival Internacional de Cinema de Vinya de la Mar (Xile), del 16 al 20 d'octubre.

## Premis
A Berlín, la valorada pel·lícula va guanyar el premi Teddy del jurat de lectors de la revista Mannschaft, lliurat per primera vegada en l'edició 2018, com el llargmetratge de cinema LGBTQ més popular del festival. A Berlín, també va guanyar l'Os de Plata Premi Alfred Bauer i Ana Brun a guanyar l'Os de Plata a la millor interpretació femenina.
A Paraguai, la Junta Municipal d'Asunción va aprovar, de manera unànime, el 7 de març de 2018, declarar com a “Fills Dilectes de la Ciutat d'Asunción”, a tot l'elenc i equip de producció de la pel·lícula; aquest reconeixement va ser lliurat el 6 d'abril. Mentre que la Cambra de Senadors va decidir, el 15 de març de 2018, lliurar un reconeixement al director Marcelo Martinessi i a l'actriu Ana Brun. Controvertits els reconeixements, ja que la pel·lícula no havia estat encara estrenada i no l'havien vist, a més de rebre crítiques discriminatòries per part d'una senadora.
El 7 d'abril, la Red Contra Toda Forma de Discriminación (RCTFD) va lliurar un reconeixement a l'equip del llargmetratge, abans d'una funció especial en Cinemark.
En la 14 edició del Festival Internacional de Cinema LesBiGayTrans d'Asunción (Paraguai), la pel·lícula Les hereves va rebre el Premi Especial - Concha d'Or per l'aportació de la pel·lícula al debat social, visibilitzant a les lesbianes i la situació de les dones privades de llibertat a través dels seus protagonistes. Aquest reconeixement va ser lliurat per Aireana, grup dels drets de les lesbianes, entitat encarregada de l'organització d'aquest festival de cinema.
| Any  | Premi                                                         | Categoria                                                     | Receptor                              | Resultat  |
| ---- | ------------------------------------------------------------- | ------------------------------------------------------------- | ------------------------------------- | --------- |
| 2019 | VI edició dels Premis Platino                                 | Millor Interpretació Femenina                                 | Ana Brun                              | Guanyador |
| 2019 | VI edició dels Premis Platino                                 | Millor Guió                                                   | Marcelo Martinessi                    | Nominat   |
| 2019 | VI edició dels Premis Platino                                 | Millor Òpera Prima de Ficció                                  | Marcelo Martinessi                    | Guanyador |
| 2019 | VI edició dels Premis Platino                                 | Millor Direcció de Fotografia                                 | Luis Armando Arteaga                  | Nominat   |
| 2019 | VI edició dels Premis Platino                                 | Cinema i Educació en Valors                                   | Marcelo Martinessi                    | Nominat   |
| 2018 | 32è Teddy Award                                               | Premi de l'audiència                                          | Marcelo Martinessi                    | Guanyador |
| 2018 | 68è Festival Internacional de Cinema de Berlín                | Os de Plata a Millor Actriu                                   | Ana Brun                              | Guanyador |
| 2018 | 68è Festival Internacional de Cinema de Berlín                | Premi Alfred Bauer (Os de Plata)                              | Marcelo Martinessi                    | Guanyador |
| 2018 | 68è Festival Internacional de Cinema de Berlín                | premi FIPRESCI (Competència)                                  | Marcelo Martinessi                    | Guanyador |
| 2018 | 68è Festival Internacional de Cinema de Berlín                | Giuseppe Becce                                                | Marcelo Martinessi                    | Guanyador |
| 2018 | 58è Festival Internacional de Cinema de Cartagena de Indias   | Millor Director (Ficció)                                      | Marcelo Martinessi                    | Guanyador |
| 2018 | 58è Festival Internacional de Cinema de Cartagena de Indias   | premi FIPRESCI (Ficció)                                       | Marcelo Martinessi                    | Guanyador |
| 2018 | 19è Jeonju International Film Festival                        | Grand Prize                                                   | Marcelo Martinessi                    | Guanyador |
| 2018 | 9è Puerto Rico Queer Filmfest                                 | Premi del Jurat                                               | Marcelo Martinessi                    | Guanyador |
| 2018 | 17è Transsilvània International Film Festival                 | Trofeu Transsilvània                                          | Marcelo Martinessi                    | Guanyador |
| 2018 | 44è Seattle International Film Festival                       | Esment Especial del Jurat                                     | Marcelo Martinessi                    | Guanyador |
| 2018 | 65è Sydney Film Festival                                      | The Sydney Film Prize                                         | Marcelo Martinessi                    | Guanyador |
| 2018 | 5è Festival Llatinoamericà de Cinema de Quito                 | Millor Fotografia                                             | Luis Arteaga                          | Guanyador |
| 2018 | 47è Molodist - Festival de Cinema de Kíev                     | Millor Pel·lícula LGBTQ                                       | Marcelo Martinessi                    | Guanyador |
| 2018 | 14è Festival Internacional de Cinema Lesbigaytrans d'Asunción | Premi Especial - Conquilla d'Or                               | Equip de les Hereves                  | Guanyador |
| 2018 | 66è Festival Internacional de Cinema de Sant Sebastià         | 6è Sebastiane Llatí                                           | Marcelo Martinessi                    | Guanyador |
| 2018 | 22è Festival de Cinema de Lima                                | Millor Actriu                                                 | Ana Brun                              | Guanyador |
| 2018 | 22è Festival de Cinema de Lima                                | Millor Òpera Prima                                            | Marcelo Martinessi                    | Guanyador |
| 2018 | 22è Festival de Cinema de Lima                                | Primera Esment Especial del Jurat de la Crítica Internacional | Marcelo Martinessi                    | Guanyador |
| 2018 | 22è Festival de Cinema de Lima                                | Premi de APRECI                                               | Marcelo Martinessi                    | Guanyador |
| 2018 | 10è Festival de Santander (Colòmbia)                          | Millor Pel·lícula                                             | Marcelo Martinessi                    | Guanyador |
| 2018 | 9è World Cinema Amsterdam (Holanda)                           | Premi del Jurat                                               | Marcelo Martinessi                    | Guanyador |
| 2018 | 14è Santiago Festival Internacional de Cine (Chile)           | Millor Director                                               | Marcelo Martinessi                    | Guanyador |
| 2018 | 46è Festival de Cinema de Gramado                             | Millor Actriu                                                 | Ana Brun, Margarita Irun, Ana Ivanova | Guanyador |
| 2018 | 46è Festival de Cinema de Gramado                             | Millor Guió                                                   | Marcelo Martinessi                    | Guanyador |
| 2018 | 46è Festival de Cinema de Gramado                             | Jurat de la Crítica                                           | Marcelo Martinessi                    | Guanyador |
| 2018 | 46è Festival de Cinema de Gramado                             | Jurat Popular                                                 | Marcelo Martinessi                    | Guanyador |
| 2018 | 46è Festival de Cinema de Gramado                             | Millor Director                                               | Marcelo Martinessi                    | Guanyador |
| 2018 | 46è Festival de Cinema de Gramado                             | Millor Pel·lícula                                             | Marcelo Martinessi                    | Guanyador |
| 2018 | 51è Festival Internacional de Cinema de Viña del Mar (Xile)   | Millor Pel·lícula de Ficció                                   | Marcelo Martinessi                    | Guanyador |

## Recepció

### Crítica
La pel·lícula va ser aclamada per part dels crítics i l'audiència. A l'abril de 2018, en el portal de crítiques Rotten Tomatoes apareixia amb 100% del paràmetre, per cinc ressenyes, de Hollywood Reporter, Screen International, Variety, Cinencuentro i Cinéfiloz (Paraguai).

### Taquilla
Inicialment amb 19 pantalles, la pel·lícula es va estrenar a Paraguai, amb distribució local de Filmagic, el dijous 5 d'abril de 2018, amb 623 espectadors, segons dades de Ultracine. El seu primer cap de setmana en cartellera va acumular 4.541 espectadors, amb 27 pantalles, situant-se en segon lloc, per darrere d' "Un lloc en silenci" (EUA), amb 5.775 espectadors. Va totalitzar 6.118 espectadors en la seva primera setmana. Després de sis setmanes en la cartellera paraguaiana va totalitzar 14.130 espectadors.
El 10 d'agost de 2018, la distribuïdora Thunderbird Releasing va estrenar la pel·lícula paraguaiana en 13 cinemes de Londres, i altres 11 ciutats d'Anglaterra: Brighton, Bristol, Edinburgh, Glasgow, Lewes, Liverpool, Newcastle, Nottingham, Oxford, Sheffield, Southampton. Progressivament va continuar el llançament en altres localitats del Regne Unit, des del 17 d'agost: Dublín i Mánchester; 24 d'agost: Cardiff, Chichester, Dundee, Leeds, Stirling; 31 d'agost: Brentford i Exeter; 7 de setembre: Birmingham, Canterbury, Chester, Coventry, Derby, Hebden Bridge, i en altres dues sales de Londres; 14 de setembre: Dartington i una altra sala londinenca; 21 de setembre: Gloucester; 28 de setembre: Bishop's Stortford, Keswick, Mareel, Swansea; 5 d'octubre: Chichester, Maidenhead, Portsmouth. En la seva primera setmana, en 24 cinemes de Gran Bretanya, va recaptar 34.155 lliures.
A l'Uruguai, es va estrenar l'11 d'agost de 2018 en el festival Piriápolis, i el dijous 16 d'agost en el circuit comercial. A Brasil i Turquia s'estrena el 31 d'agost.

## Controvèrsies
El 28 de febrer de 2018 va transcendir la versió del president de Asucop (Associació d'Usuaris i Consumidors del Paraguai), Juan Vera Ibarra, a través d'una entrevista d'una ràdio paraguaiana; en què va criticar la premiación de la pel·lícula, afirmant que promou la “ideologia de gènere”; i va dir que “quan vingui aquesta pel·lícula (a Paraguai) per descomptat que li donarem amb una canella”, iniciant una campanya de boicot a la seva fanpage.
Asucop és una entitat no reconeguda per l'Estat paraguaià, i relacionada amb diverses polèmiques, com el suport a l'imputat ex directori de la societat de gestió col·lectiva “Autors Paraguaians Associats” (APA).
El 22 de març de 2018, durant l'acte de reconeixement de la Cambra de Senadors a l'actriu Ana Brun i al director Marcelo Martinessi; la senadora liberal Zulma Gómez, en sortir de la sala de sessió, cridant improperis contra l'equip de la pel·lícula. El Senat va distingir “Las herederas” pels premis obtinguts al Festival de Berlín. Posteriorment, Asucop va defensar i felicitar els exabruptes de la senadora.